# Martin Rösel
Martin Rösel (geboren 8. September 1961 in Essen) ist ein deutscher evangelischer Theologe mit dem Schwerpunkt Altes Testament.

## Leben
Rösel studierte von 1980 bis 1987 evangelische Theologie und altorientalische Religionsgeschichte in Bonn und Hamburg und schloss das Studium mit dem kirchlichen Examen in der Landeskirche Hessen Nassau ab. Von 1988 bis 1992 war er Assistent am alttestamentlichen Seminar der Universität Hamburg am Lehrstuhl von Klaus Koch. 1993 wurde er in Hamburg promoviert und war anschließend Akademischer Rat für Hebräisch und Altes Testament an der Universität Rostock. 1999 habilitierte er sich in Hamburg im Fach Altes Testament. 2007 wurde ihm von der Universität Hamburg der Titel Professor verliehen, 2010 wurde er an die Universität Rostock umhabilitiert.

## Forschung
Seine Forschungsschwerpunkte sind die Bearbeitung des Buches Numeri, das Buch Daniel, die Übersetzung der Septuaginta ins Deutsche und die Mitarbeit an dem Projekt „Episteme der Theologie Interreligiös“, das den interreligiösen Dialog fördern soll.

## Veröffentlichungen (Auswahl)
- Übersetzung als Vollendung der Auslegung. Studien zur Genesis-Septuaginta. De Gruyter, Berlin 1994 (Dissertation, Universität Hamburg, 1993).
- Bibelkunde des Alten Testaments. Die kanonischen und apokryphen Schriften. Neukirchener, Neukirchen-Vluyn 1996; 8. Auflage 2013.
- mit Klaus Koch: Polyglottensynopse zum Buch Daniel. Neukirchener, Neukirchen-Vluyn 2000.
- Adonaj – warum Gott „Herr“ genannt wird. Mohr-Siebeck, Tübingen 2000 (Habilitationsschrift, Universität Hamburg, 1998/99).
- mit Matthias Albani: Altes Testament. Calwer Verlag, Stuttgart 2002; 2. Auflage 2007.
- Von Adam bis Apokalypse. Biblische Überraschungen. Evangelische Verlagsanstalt, Leipzig 2003.
- mit Walter Klaiber: Streitpunkt Bibel in gerechter Sprache. Evangelische Verlagsanstalt, Leipzig 2008.
- Ägypten. Sinai, Nildelta, Oasen. Hrsg. von Christoph vom Brocke und Christfried Böttrich. Evangelische Verlagsanstalt, Leipzig 2010.